# Leioproctus cristariae
Leioproctus cristariae är en biart som först beskrevs av Jörgensen 1912.  Leioproctus cristariae ingår i släktet Leioproctus och familjen korttungebin. Inga underarter finns listade i Catalogue of Life.